# Saint-Gilles-Vieux-Marché
Pour les articles homonymes, voir Saint-Gilles et Vieux-Marché.
Saint-Gilles-Vieux-Marché [sɛ̃ ʒil vjø maʁʃe] est une commune du département des Côtes-d'Armor, dans la région Bretagne, en France.
Ses habitants sont appelés les Saint-Gillois et les Saint-Gilloises.

## Géographie

### Localisation
Le village est situé à 6 km au nord de Mûr-de-Bretagne.
|              | Saint-Martin-des-Prés     | Merléac    |

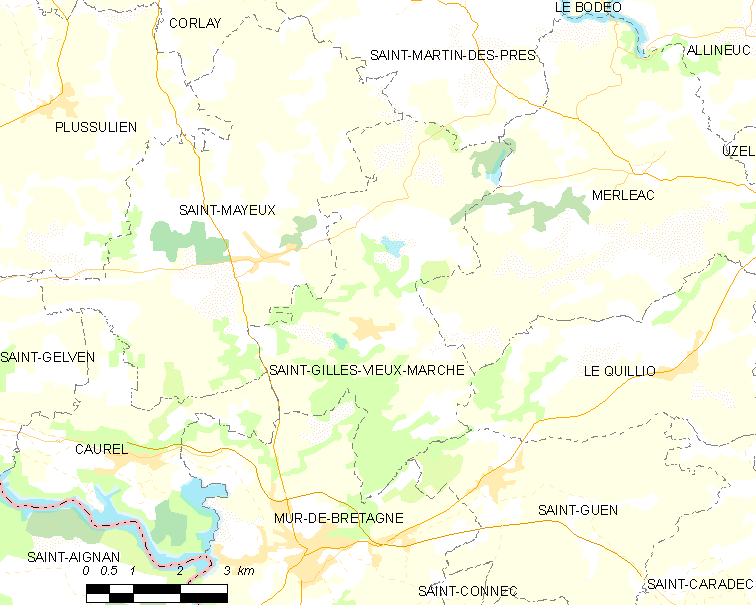
Carte de la commune de Saint-Gilles-Vieux-Marché et des communes avoisinantes.

| Saint-Mayeux | Saint-Gilles-Vieux-Marché | Le Quillio |
| Caurel       | Guerlédan                 |            |

### Topographie
La commune possède un dense réseau de petits ruisseaux qui alimentent en eau plusieurs étangs : les étangs du Salle et du Baher, au nord, de Gourveaux au centre, de la Martyre à l'ouest et du Poulancre au sud.
Le Poulancre, un cours d'eau long de 15 km, qui prend sa source au nord de la commune et se jette dans le Blavet au niveau de la section du canal de Nantes à Brest, a creusé au sud de la commune, en aval de l'étang du Poulancre, de profondes gorges dans des schistes très durs. Le bois de Quelennec occupe les terrains en pente situés dans le sud de la commune.
| - Carte topographique de la commune de Saint-Gilles-Vieux-Marché. |

### Cadre géologique

Carte géologique du Massif armoricain.

Saint-Gilles-Vieux-Marché est situé au cœur du domaine centre armoricain, unité géologique du Massif armoricain qui correspond à une structure s'allongeant sensiblement en direction W-E, depuis la baie de Douarnenez jusqu'au bassin de Laval. S'opposant aux bas plateaux littoraux méridionaux et septentrionaux, ce bassin sédimentaire est principalement constitué de schistes briovériens (sédiments détritiques essentiellement silto-gréseux issus de l'érosion du segment occidental de la chaîne cadomienne, accumulés sur plus de 15 000 m d'épaisseur et métamorphisés), formant un socle pénéplané sur lequel repose en discordance, dans sa partie orientale, des formations paléozoïques sédimentaires déformées lors de l'orogenèse varisque (plis d'orientation N 110° et plusieurs familles de failles d'orientations différentes).
L'anticlinal Laniscat-Merléac, le synclinal de Saint-Gilles-Vieux-Marché, l'anticlinal briovérien de la forêt de Quénécan et le synclinal paléozoïque de Sainte-Brigitte font partie de ces plis hercyniens armant les crêtes appalachiennes de Bretagne.

### Hydrographie
Pour un article plus général, voir Réseau hydrographique des Côtes-d'Armor.
La commune est située dans le bassin Loire-Bretagne. Elle est drainée par le Kersaudy, le Poulancre et un autre petit cours d'eau,.
Le Kersaudy, d'une longueur de 12 km, prend sa source dans la commune  et se jette  dans l'Oust à Merléac. 
Le Poulancre, d'une longueur de 15 km, prend sa source dans la commune  et se jette  dans le canal de Nantes à Brest à Guerlédan. 
Cinq plans d'eau complètent le réseau hydrographique : l'étang de Gourveaux (11,8 ha), l'étang de la Martyre, d'une superficie totale de 6,6 ha (6,58 ha sur la commune), l'étang de la Salle (11,47 ha), l'étang de Poulancre (7,48 ha) et l'étang du Baher (3,5 ha),.

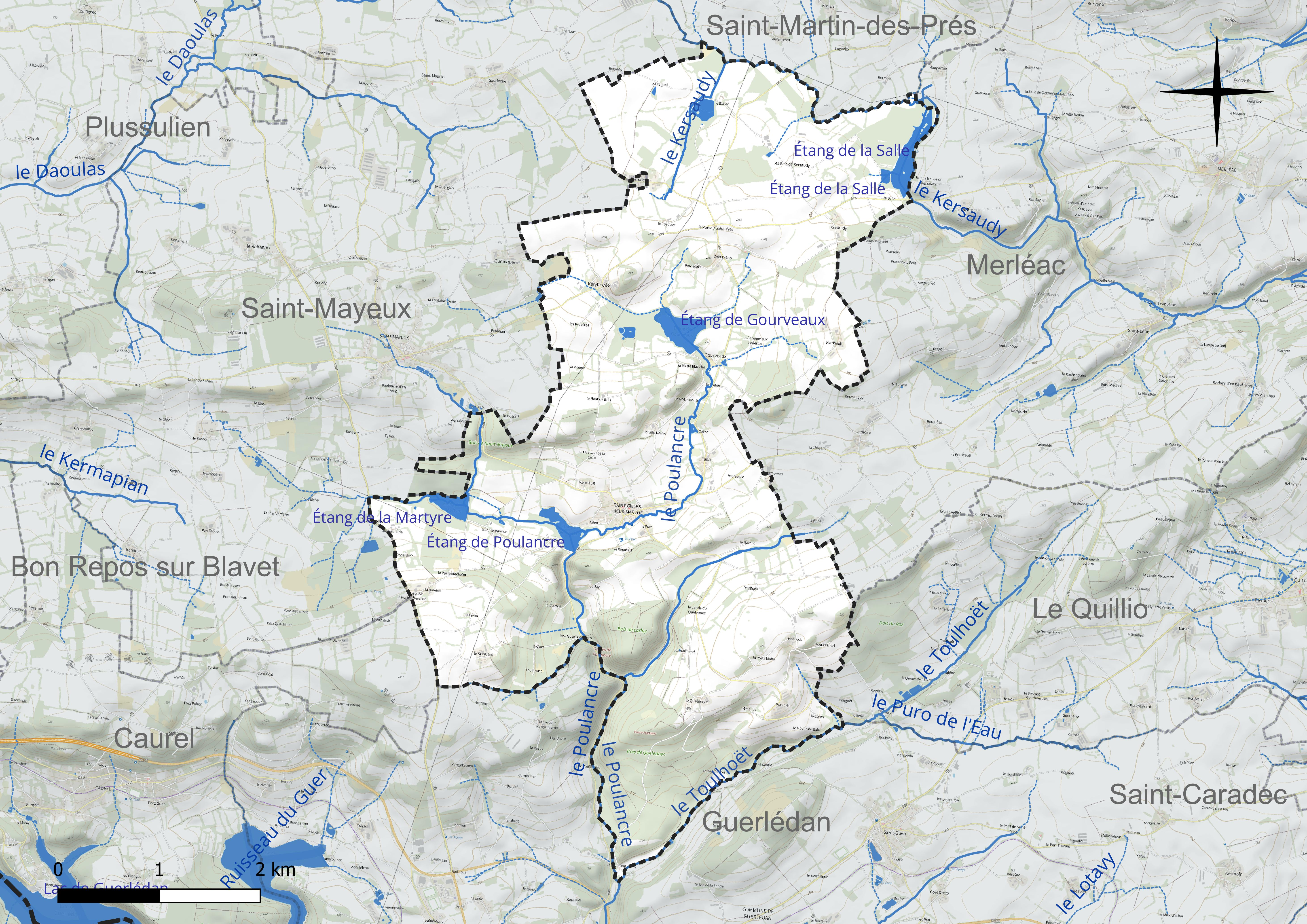
Réseau hydrographique de Saint-Gilles-Vieux-Marché.

### Climat
Pour des articles plus généraux, voir Climat de la Bretagne et Climat des Côtes-d'Armor.
En 2010, le climat de la commune est de type climat océanique franc, selon une étude du CNRS s'appuyant sur une série de données couvrant la période 1971-2000. En 2020, Météo-France publie une typologie des climats de la France métropolitaine dans laquelle la commune est exposée à un climat océanique et est dans la région climatique Finistère nord, caractérisée par une pluviométrie élevée, des températures douces en hiver (6 °C), fraîches en été et des vents forts. Parallèlement l'observatoire de l'environnement en Bretagne publie en 2020 un zonage climatique de la région Bretagne, s'appuyant sur des données de Météo-France de 2009. La commune est, selon ce zonage, dans la zone « Intérieur », exposée à un climat médian, à dominante océanique.
Pour la période 1971-2000, la température annuelle moyenne est de 10,6 °C, avec une amplitude thermique annuelle de 11,9 °C. Le cumul annuel moyen de précipitations est de 1 046 mm, avec 15,5 jours de précipitations en janvier et 8 jours en juillet. Pour la période 1991-2020, la température moyenne annuelle observée sur la station météorologique la plus proche, située sur la commune de Loudéac à 18 km à vol d'oiseau, est de 11,5 °C et le cumul annuel moyen de précipitations est de 922,6 mm,. Pour l'avenir, les paramètres climatiques de la commune estimés pour 2050 selon différents scénarios d’émission de gaz à effet de serre sont consultables sur un site dédié publié par Météo-France en novembre 2022.

### Habitat et paysages
La commune présente un paysage agraire traditionnel de bocage avec un habitat dispersé.

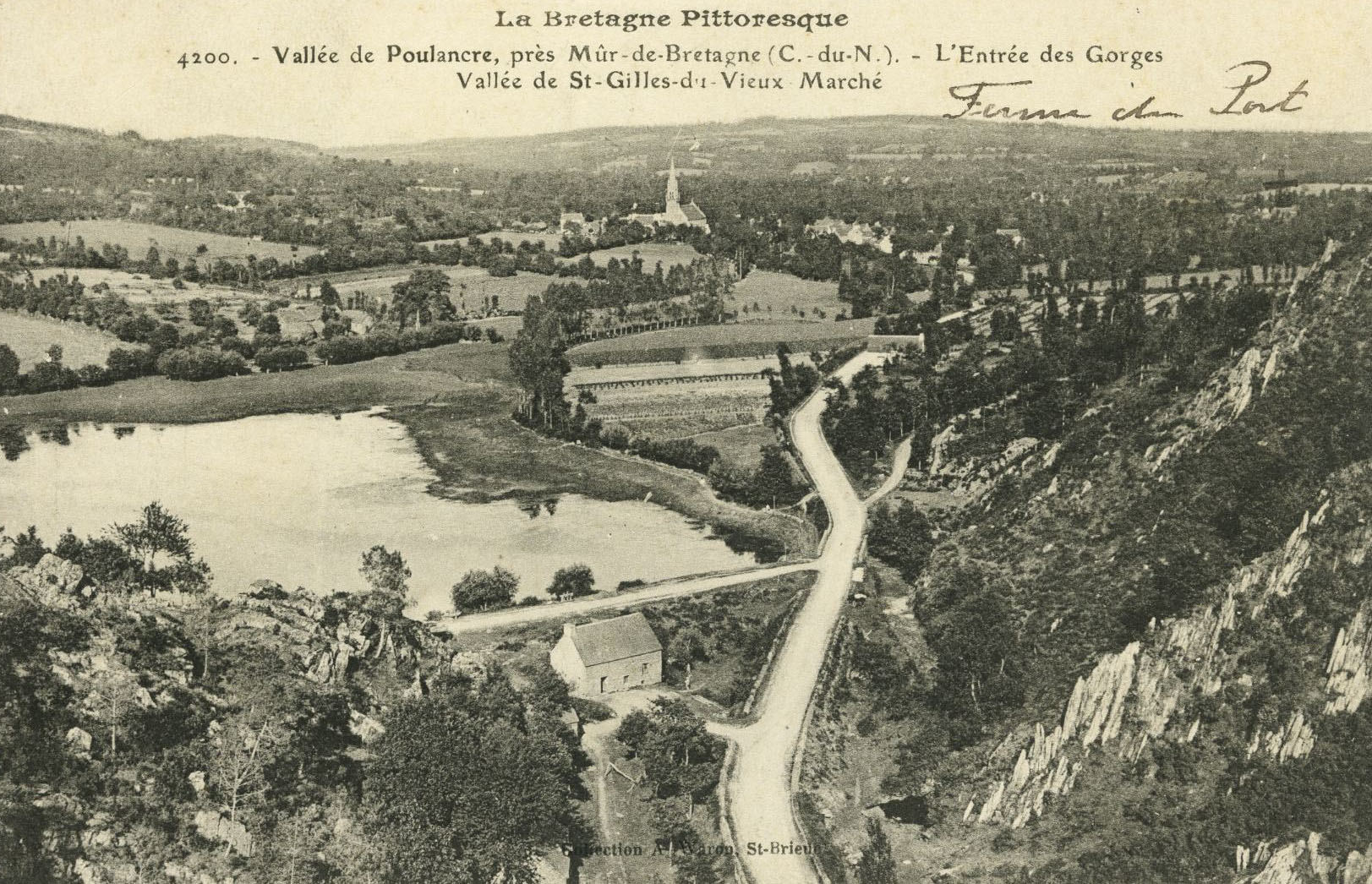
L'étang de Poulancre et le pauysage de bocage de la commune ; à l'arrière-plan le bourg de Saint-Gilles-Vieux-Marché (carte postale, vers 1920).
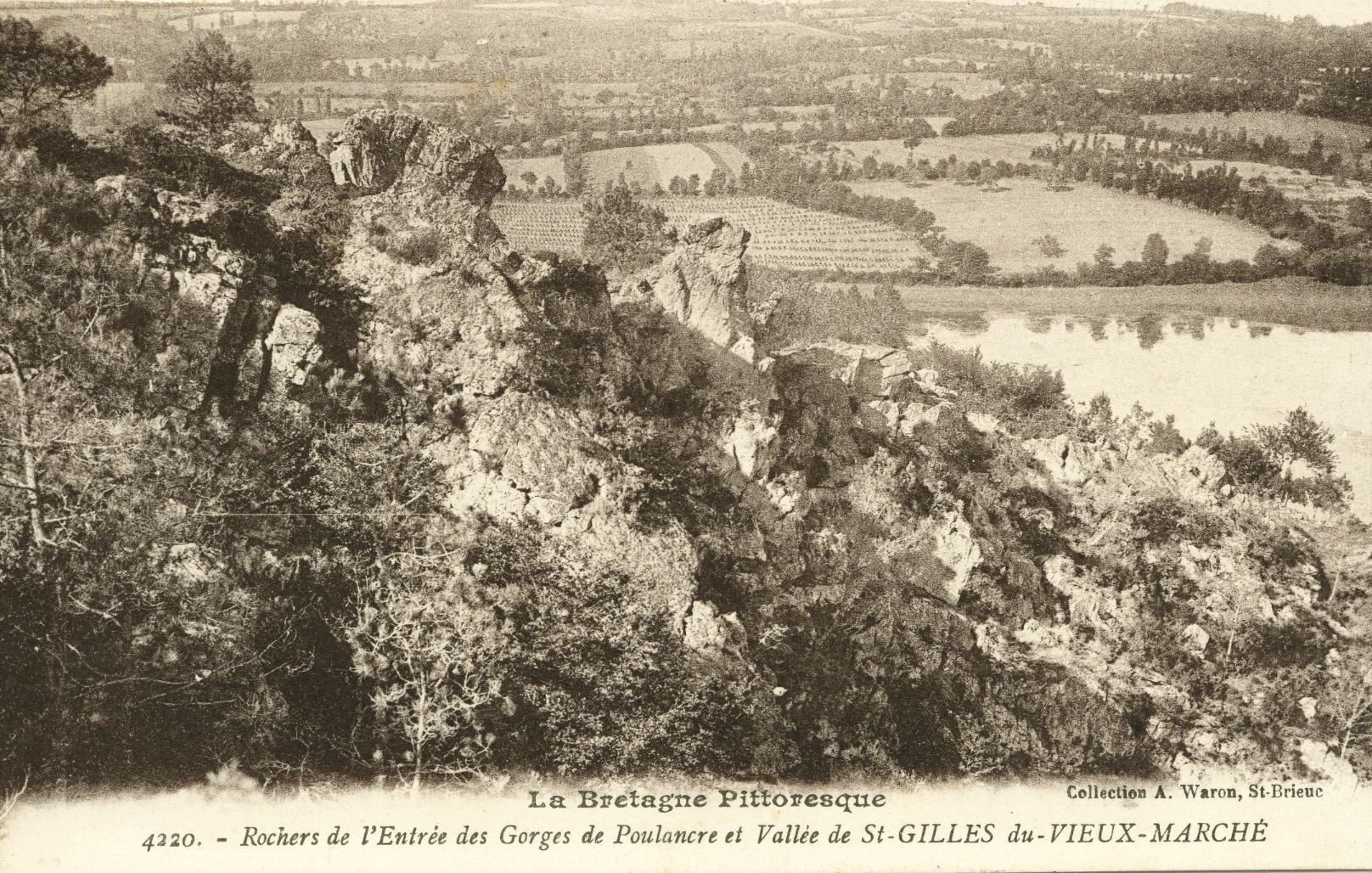
Le paysage de bocage de Saint-Gilles-Vieux-Marché à l'arrière-plan des gorges du Poulancre (carte postale, vers 1920).

## Urbanisme

### Typologie
Au 1er janvier 2024, Saint-Gilles-Vieux-Marché est catégorisée commune rurale à habitat très dispersé, selon la nouvelle grille communale de densité à 7 niveaux définie par l'Insee en 2022.
Elle est située hors unité urbaine et hors attraction des villes,.

### Occupation des sols

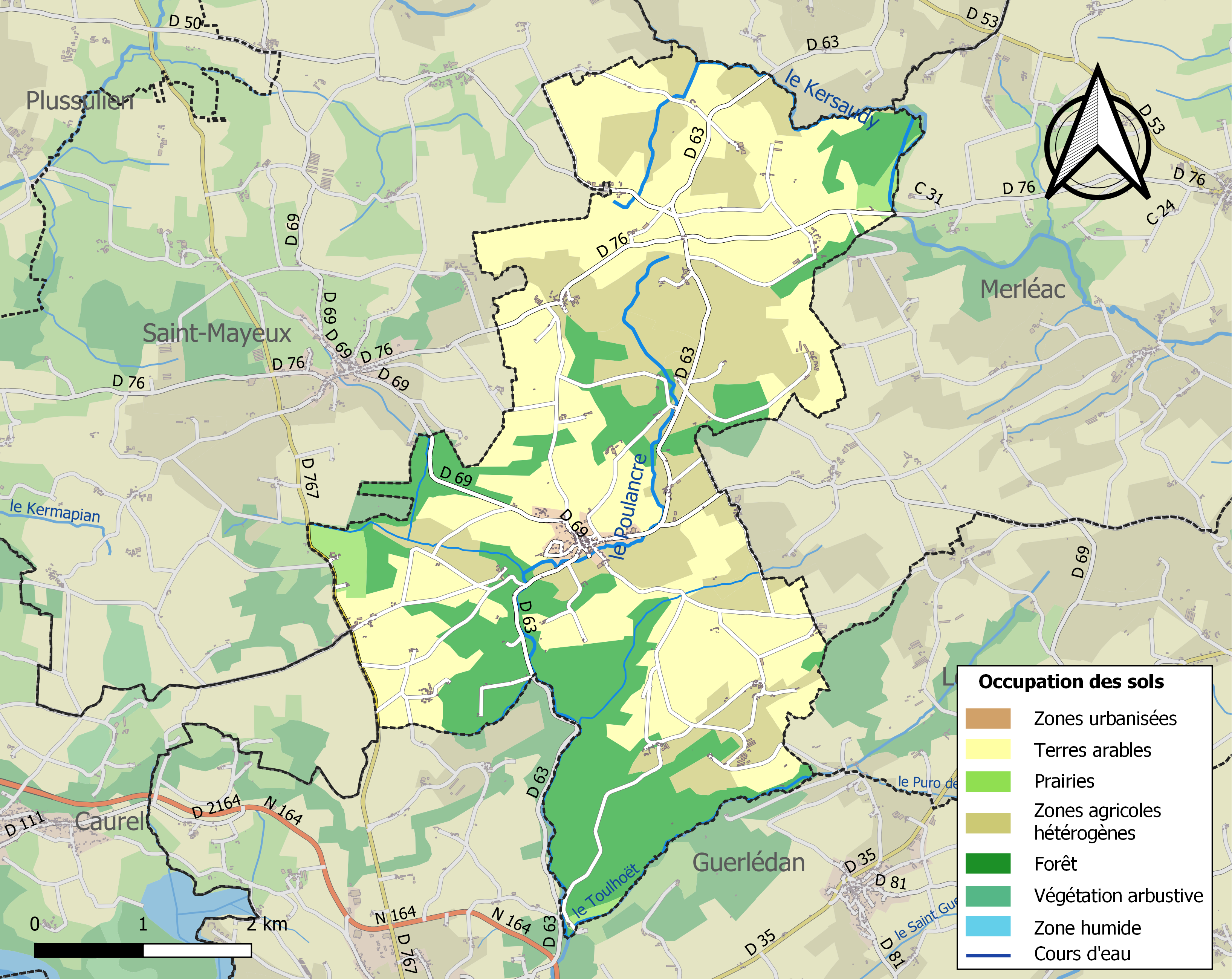
Carte des infrastructures et de l'occupation des sols de la commune en 2018 (CLC).

Le tableau ci-dessous présente l' occupation des sols de la commune en 2018, telle qu'elle ressort de la base de données européenne d’occupation biophysique des sols Corine Land Cover (CLC).
| Type d’occupation                                                                   | Pourcentage | Superficie (en hectares) |
| ----------------------------------------------------------------------------------- | ----------- | ------------------------ |
| Tissu urbain discontinu                                                             | 1,1 %       | 25                       |
| Terres arables hors périmètres d'irrigation                                         | 45,4 %      | 1006                     |
| Prairies et autres surfaces toujours en herbe                                       | 1,9 %       | 43                       |
| Systèmes culturaux et parcellaires complexes                                        | 18,7 %      | 414                      |
| Surfaces essentiellement agricoles interrompues par des espaces naturels importants | 7,0 %       | 155                      |
| Forêts de feuillus                                                                  | 23,5 %      | 521                      |
| Forêts mélangées                                                                    | 2,4 %       | 54                       |
| Source : Corine Land Cover                                                          |             |                          |

## Toponymie, étymologie
Le nom de la localité est attesté sous les formes Sanctus Jairus en 1184, treffve du Vieulx Marché en 1535 et en 1536, Vieux Marché au XVIIIe siècle, Saint-Gilles-du-Vieux-Marché dès 1790.

De 1793 à l'an VIII, le nom est redevenu Vieux-Marché.

Un arrêté daté du 27 octobre 1801 fixe officiellement la forme définitive Saint-Gilles-Vieux-Marché.
- L'hagiotoponyme Saint-Gilles fait référence à Gilles l'Ermite, un saint d'origine grecque venu dans le Sud de la Gaule[19].
- Vieux-Marché était son nom sous l'Ancien Régime[20].

## Histoire

### Préhistoire et Antiquité
La présence de plusieurs monuments mégalithiques (dolmens, menhirs) dans la région laisse penser que celle-ci était habitée dès le Néolithique.
Le presbytère de Saint-Gilles-Vieux-Marché occupait l'emplacement d'un ancien camp gallo-romain.

### Moyen-Âge et Temps modernes
Saint-Gilles-Vieux-Marché est un démembrement de l'ancienne paroisse de l'Armorique primitive de Plussulien, avant d'être ensuite une trève de Saint-Mayeux, dépendant du diocèse de Quimper, de la subdélégation de Quintin et du siège royal de Ploërmel.
Selon un aveu de 1471 la châtellenie de Corlay, un des trois membres de la vicomté de Rohan comprenait 12 paroisses ou trèves : « Corlé [Corlay]  (résidence seigneuriale), Saint-Martin-des-Prés, Merléac, le Quilio, Saint-Mayeuc, Saint-Gilles-Vieux-Marché, Caurel, Laniscat, Saint-Guelven, Rosquelfen, Saint-Igeau, Plussulien ».
Des mottes féodales datant du XIe siècle ont existé à "Crémeur" ("grande côte" en breton ; des monnaies du duc Alain Fergent y ont été trouvées), nom que portait alors la future localité, qui prit le nom de "Vieux-Marché", probablement en raison de l'essor des activités économiques : lin, chanvre et surtout métallurgie (une installation métallurgique comprenant un bas-fourneau, utilisant notamment le bois de la forêt de Poulancre, qui était alors plus étendue que de nos jours et le minerai de fer provenait d'un filon situé entre Gouarec et Uzel, a existé à la Martyre et à Poulancre à l’époque médiévale, avec notamment une fabrication de clous, qui était la plus importante de Bretagne) ; une fenderie fut installée à 150 mètres en aval du bas-fourneau.
Le château du Quélennec est possédé par la famille du Quélennec depuis au moins le XVe siècle. En 1431 Jean II du Quélennec est amiral de Bretagne et Jean IV du Quélennec lui succède dans cette charge en 1494. Charles II du Quelennec, dit "Soubise", fut baron du Pons et de Rostrenen ; il mourut assassiné dans la cour du Louvre lors de la nuit de la Saint-Barthélemy. Le château passe ensuite successivement aux mains des familles de Coëtquen, Le Métayer, et de Keranflec'h-Kernezne (à partir de 1825).
Les forges de Poulancre appartenaient au XVIIe siècle à la famille Doiseau (Doisseau ou Doysseau) qui construisit le manoir de Poulancre (Jacques Doiseau, maître des forges des forêts de Quénécan et de Poulancre acheta la forêt de Poulancre avec droit de prééminence dans la chapelle de Saint-Léon ; la propriété des forges et du manoir passa par la suite (en raison du mariage d'héritières avec des hommes des familles citées) successivement aux familles Hay de Couelan (à partir de 1662), de Derval, de Saint-Pern (à partir de 1715), de La Lande de Calan (à partir de 1813), de Foucaud de Launay (à partir de 1847 ; Ludovic Foucaud de Launay fut député des Côtes-du-Nord en 1871-1872), de Kersaintgilly (à partir de 1907).
Au XVIIe siècle le nom de famille "Burlot" (dérivé de "berlu", "digitale" en breton) fut attribué à de nombreux ouvriers travaillant dans la métallurgie locale en raison de leurs visages rougis en raison de leur travail. Ce nom de famille reste le plus fréquent dans la région.

### Révolution française
La commune, née en 1793, s'appelle d'abord "Gilles-Vieux-Marché" jusqu'au 27 octobre 1801, date à laquelle un arrêté lui attribué le nom de "Saint-Gilles-Vieux-Marché" (au nom de l'ancienne trève est ajouté celui du saint patron de la paroisse, saint Gilles, afin de différencier la nouvelle commune de celle du Vieux-Marché).

### LeXIXesiècle
A. Marteville et P. Varin, continuateurs d'Ogée, indiquent que Saint-Gilles-Vieux-Marché est une ancienne trève de Saint-Mayeux, devenue succursale depuis le Concordat.
Les hameaux de Callac, Guermorvan, le Port, Belorient, Poulart, Kerjacob, la Cour, Kernormand, le Cosquer, le Quellenec, Resaudy, Marcoule et Kerlan, qui appartenaient à la commune de Merléac, sont annexés par celle de Saint-Gilles-Vieux-Marché (loi du 13 juin 1841).
Joachim Gaultier du Mottay décrit ainsi Saint-Gilles-Vieux-Marché en 1862 :

« Territoire très tourmenté, présentant un nombre infini de vallées plus ou moins profondes dirigées dans tous les sens et arrosées par les ruisseaux de Poulancre, de Gourvaux et de la Martyre, et forment aussi des étangs. Sol passablement productif, boisé et planté de pommiers dans ses meilleures parties. L'église est dédiée à saint Gilles, dont le pardon a lieu le 1er dimanche de septembre. À l'occasion de cette fête, on conduit les petits enfants à l'église et on offre au saint, pour les garçons, un coq, et pour les filles, une poule »

Vers 1870 deux carrières d'ardoises étaient exploitées à Pont-Dom-Jean (des traces d'exploitation remontent même au XVIe siècle).
Le même auteur indique que l'école des garçons compte alors 32 élèves, mais n'indique pas d'école des filles.
L'église paroissiale Saint-Gilles est reconstruite de 1894 à 1896, l'ancienne église étant détruite en 1893.

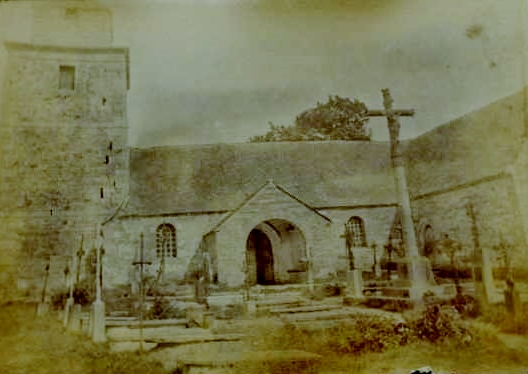
L'ancienne église de Saint-Gilles-Vieux-Marché : façade latérale nord.
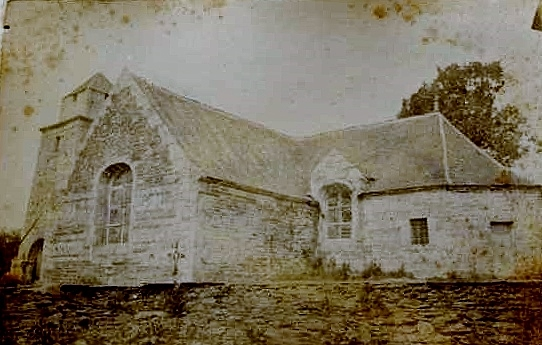
L'ancienne église de Saint-Gilles-Vieux-Marché : transept sud et sacristie.
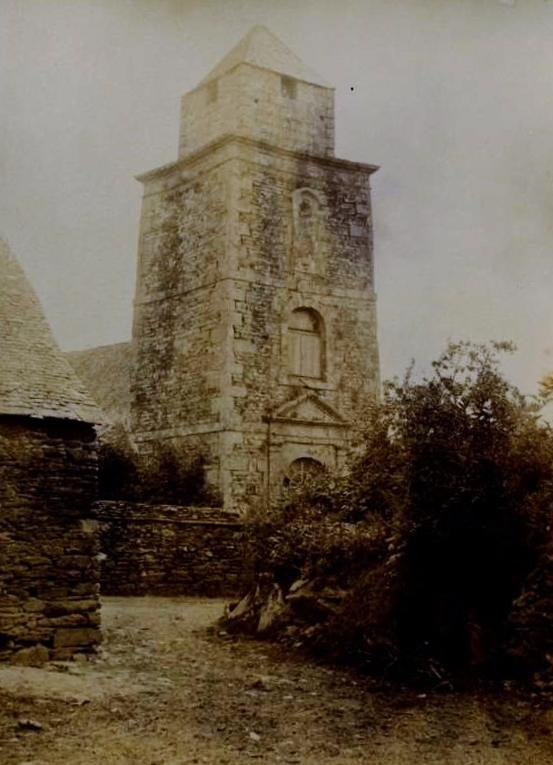
La tour de l'ancienne église de Saint-Gilles-Vieux-Marché.

### LeXXesiècle

#### La Belle Époque
En 1902 une épidémie de fièvre typhoïde survnit dans les communes de Mûr-de-Bretagne, Caurel, Saint-Caradec, Saint-Gilles-Vieux-Marché et Saint-Guen.

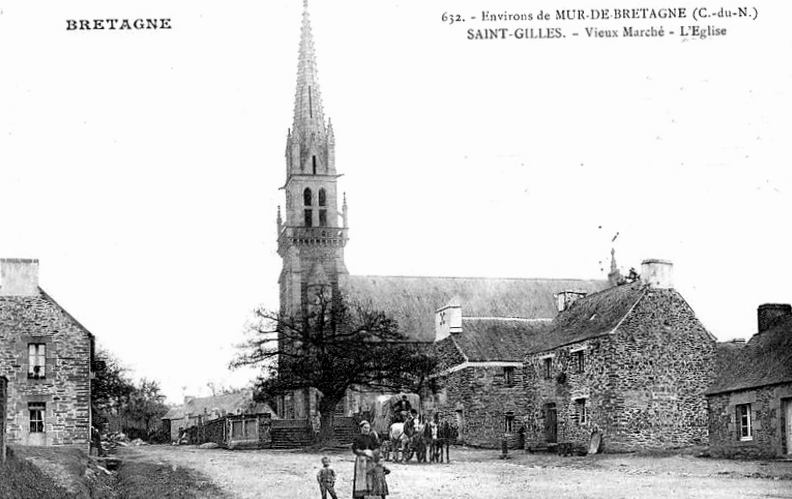
Le bourg et l'église paroissiale de Saint-Gilles-Vieux-Marché au début du XXe siècle (carte postale).
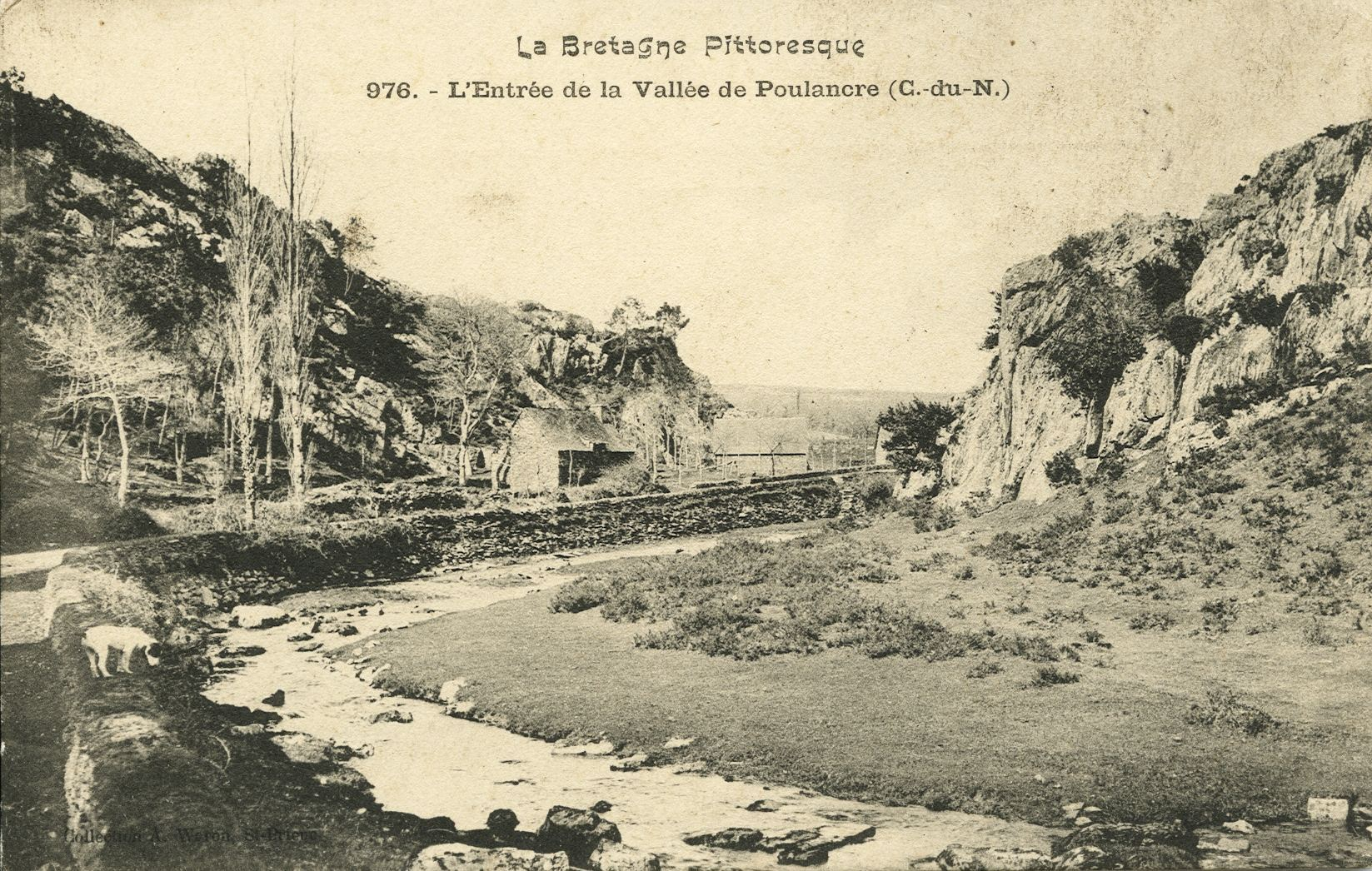
L'entrée dans la vallée du Poulancre (carte postale, vers 1910) 1.
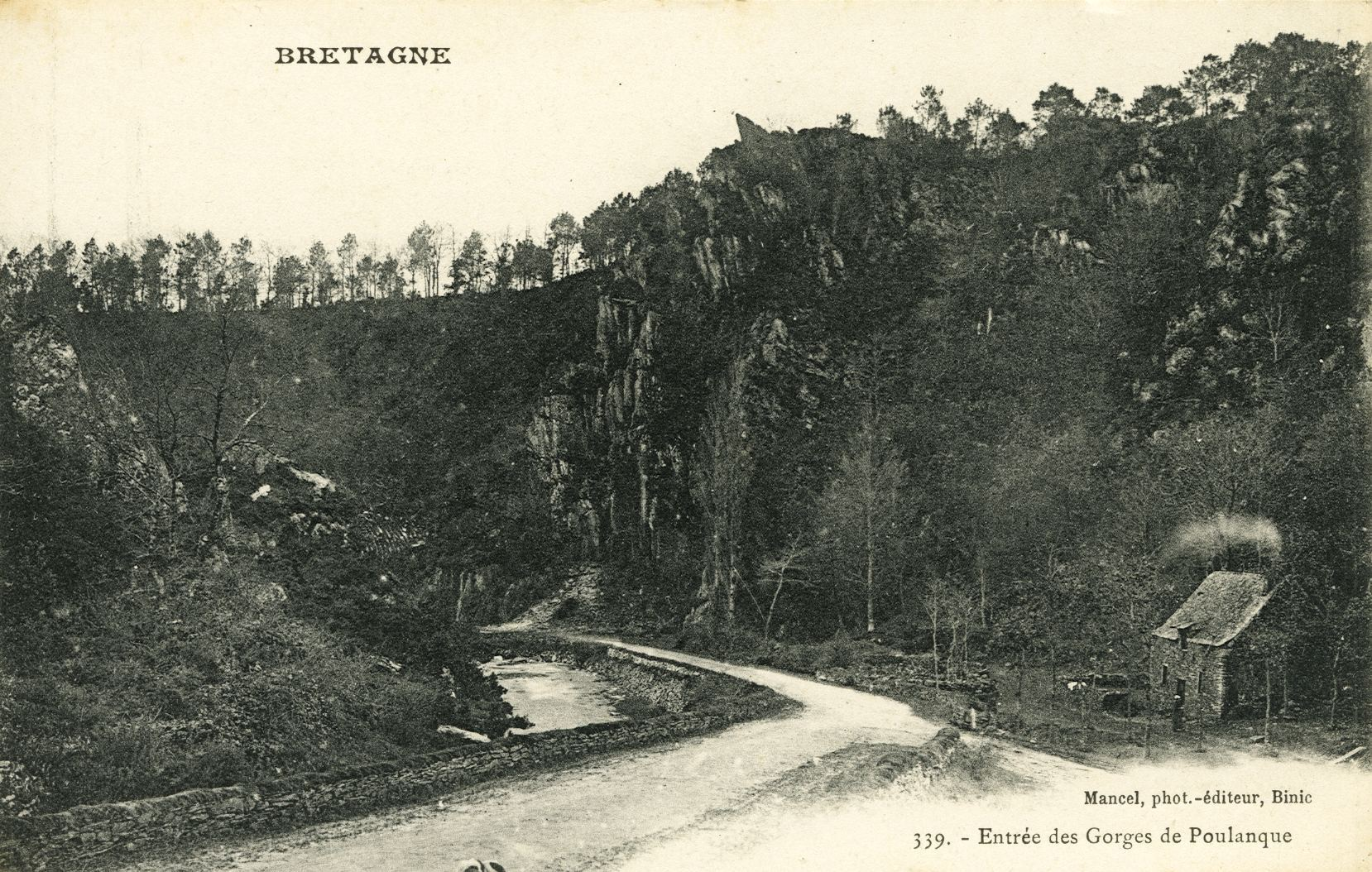
L'entrée dans la vallée du Poulancre (carte postale, vers 1910) 2.
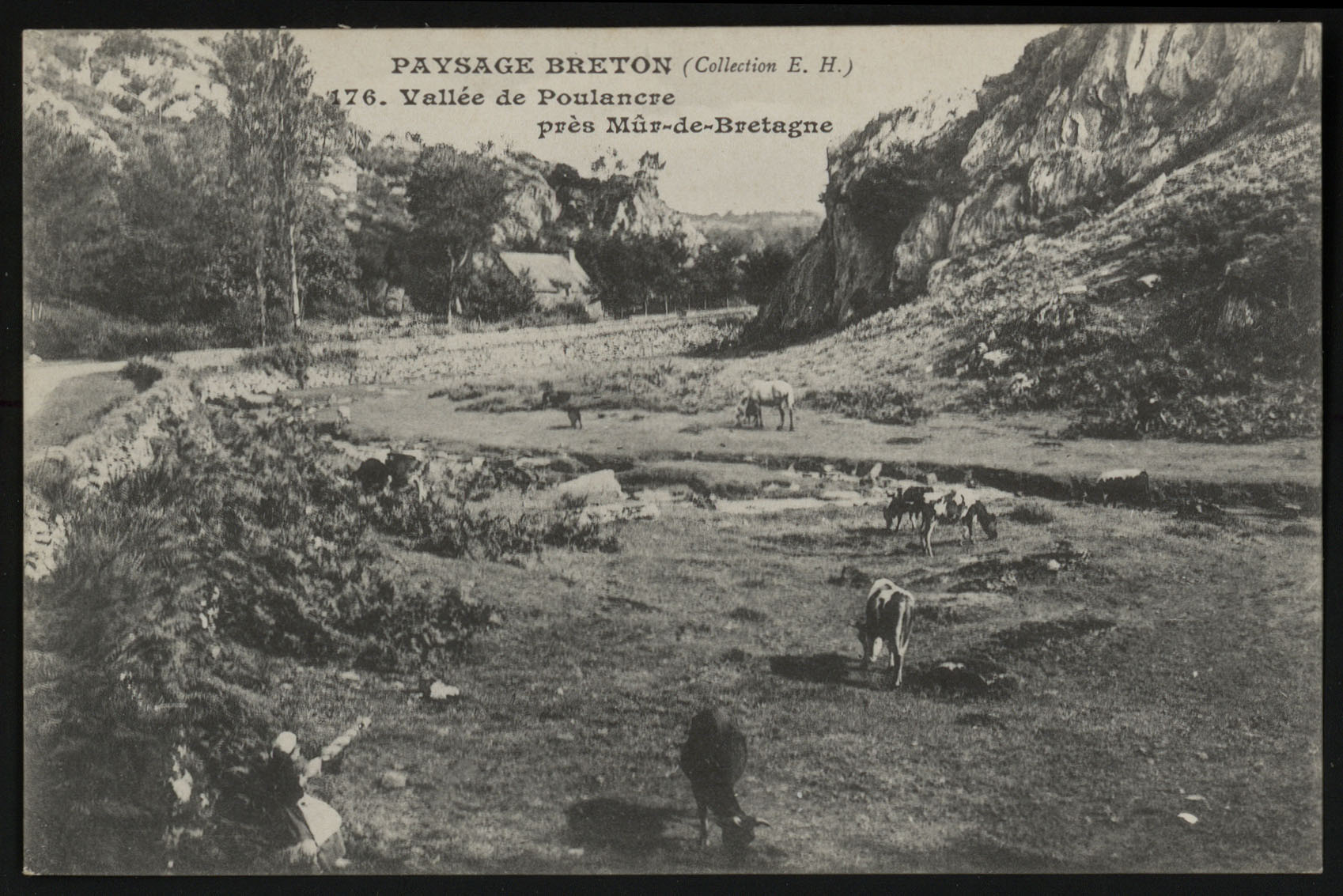
La vallée du Poulancre vers 1910 (carte postale Émile Hamonic).
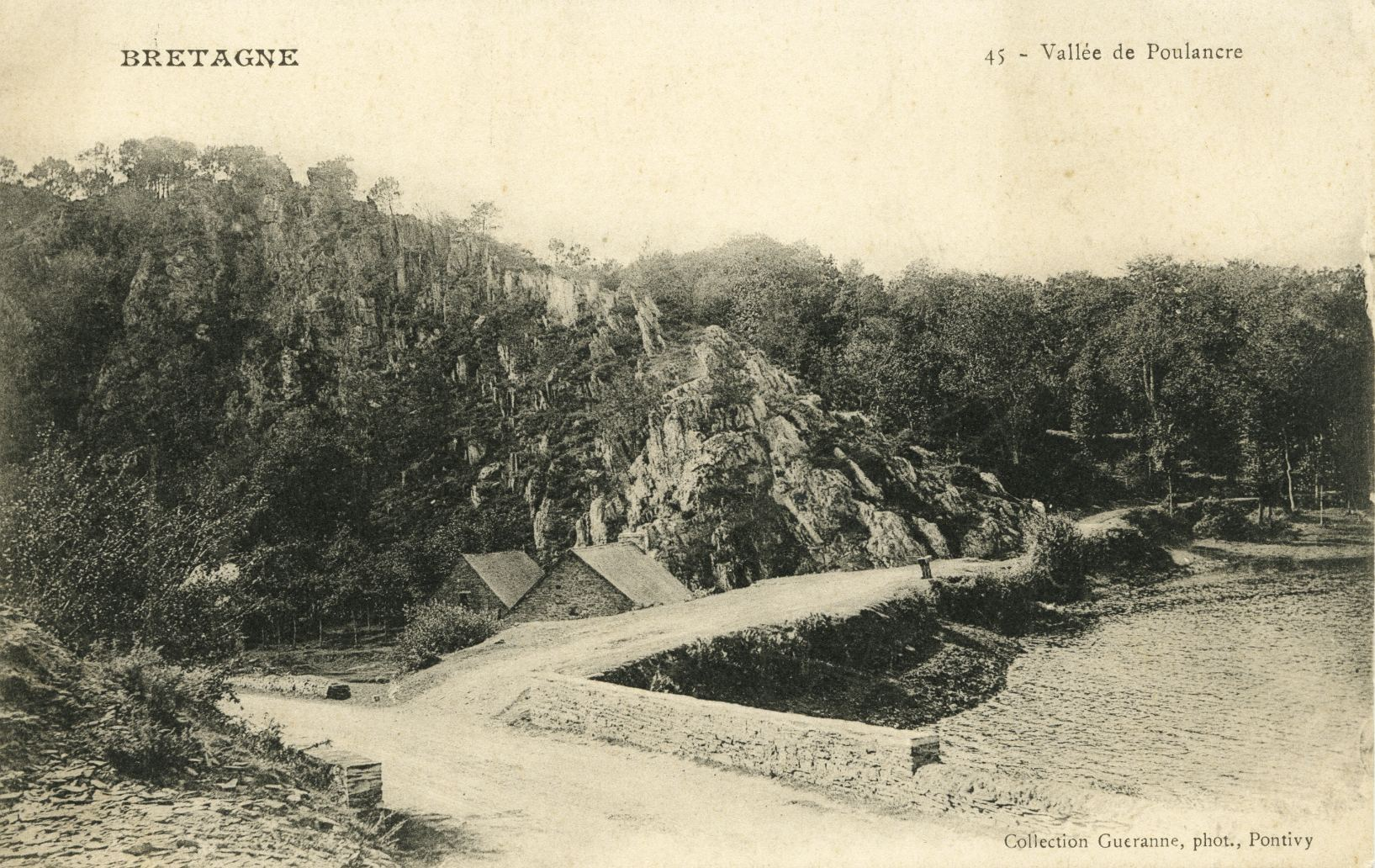
La vallée du Poulancre vers 1910 (carte postale).
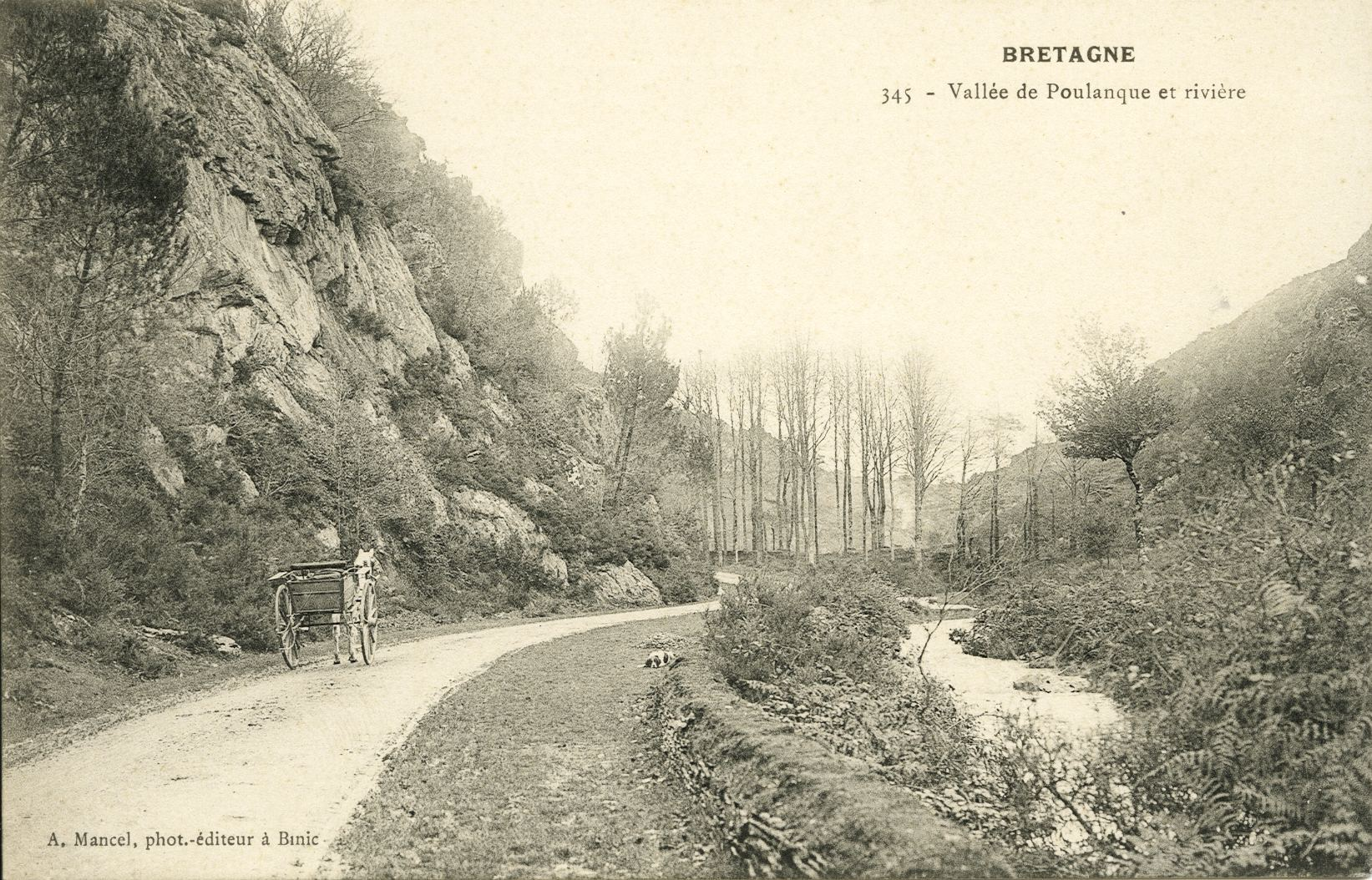
La vallée du Poulancre vers 1910 (carte postale).

#### La Première Guerre mondiale
Le monument aux morts de Saint-Gilles-Vieux-Marché porte les noms de 45 soldats morts pour la Patrie pendant la Première Guerre mondiale.

#### L'entre-deux-guerres
Selon le témoignage d'Henri Gallais, il y aurait eu 22 « bistrots » à Saint-Gilles-Vieux-Marché vers 1930. Cet auteur décrit aussi la vie quotidienne dans la commune à cette époque.

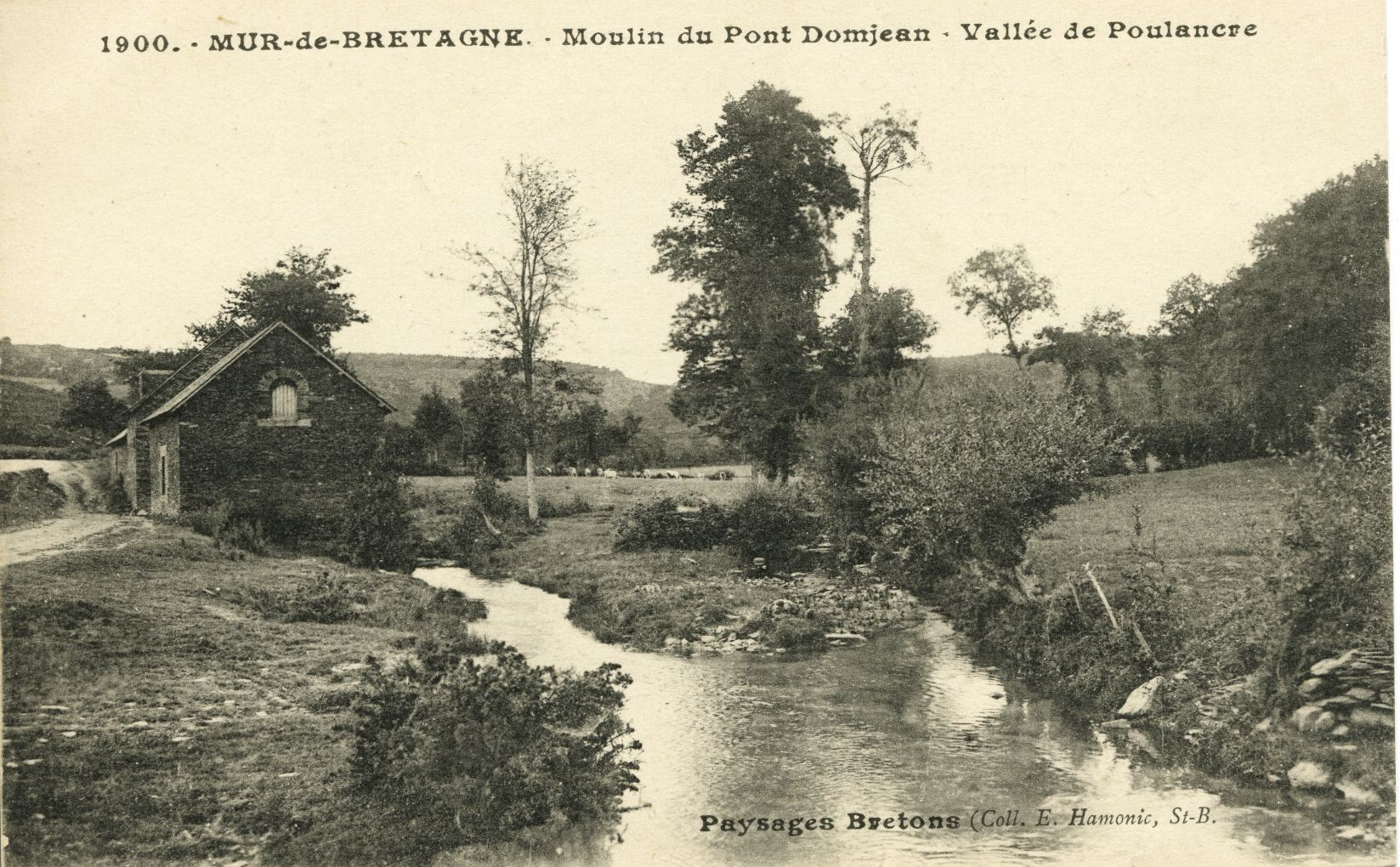
Le moulin de Pont Domjean dans la vallée du Poulancre vers 1925.

Le 31 juillet 1934 un important incendie ravagea les gorges du Poulancre, atteignant le bois de Saint-Mayeux et menaçant plusieurs fermes.

#### La Seconde Guerre mondiale
Le monument aux morts de Saint-Gilles-Vieux-Marché porte les noms de 10 personnes mortes pour la France durant la Seconde Guerre mondiale.

#### L'après-Seconde Guerre mondiale
Un soldat (Paul Burlot) originaire de Saint-Gilles-Vieux-Marché est mort pour la France durant la guerre d'Indochine.

## Politique et administration

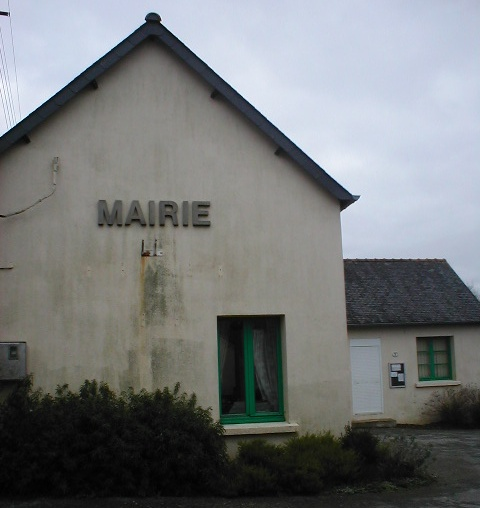
La mairie de Saint-Gilles-Vieux-Marché.

### Liste des maires
| Période                                  | Période                   | Identité                        | Étiquette | Qualité |
| ---------------------------------------- | ------------------------- | ------------------------------- | --------- | --- |
| Les données manquantes sont à compléter. |                           |                                 |           | |
| avant 1813                               | 1826                      | Alain Ollivier                  |           | |
| 1826                                     | 1834                      | Charles Le Bréhu                |           | |
| 1834                                     | 1836                      | Esprit Le Demnat                |           | |
| 1836                                     | 1854                      | Joseph Le Clézio                |           | Cultivateur |
| 1854                                     | 1859                      | Vincent Le Clézio               |           | Cultivateur Fils de Joseph Le Clézio, maire précédent |
| 1859                                     | 1876                      | Esprit Fraboulet                |           | Propriétaire cultivateur |
| 1876                                     | 1884                      | Aimé Le Coidic                  |           | Propriétaire cultivateur |
| 1884                                     | août 1899 (décès)         | Charles de Keranflec'h-Kernezné |           | Archéologue, lieutenant de gardes mobiles Président du conseil d'arrondissement |
| 1899                                     | mai 1900                  | Pierre Marie Le Dantec          |           | Propriétaire cultivateur |
| mai 1900                                 | mai 1904                  | Mathurin Menguy                 |           | Laboureur |
| mai 1904                                 |                           | Hervé de Keranflec'h-Kernezné   | URD       | Officier d'ordonnance, capitaine de dragons Conseiller général de Mûr-de-Bretagne (1901 → 1940) Sénateur des Côtes-du-Nord (1912 → 1921) Député des Côtes-du-Nord (1921 → 1924) Fils de Charles de Keranflec'h-Kernezné, maire de 1884 à 1899 |
| Les données manquantes sont à compléter. |                           |                                 |           | |
| février 1945                             | décembre 1946 (décès)     | Hervé de Keranflec'h-Kernezné   | FR        | Propriétaire Conseiller général de Mûr-de-Bretagne (1945 → 1946) |
| octobre 1947                             | mai 1953                  | Jean-Baptiste Burlot            | PRRRS     | |
| Les données manquantes sont à compléter. |                           |                                 |           | |
| 1955                                     | septembre 1972 (décès)    | Comte Antoine de Saint-Pierre   |           | Chevalier de la Légion d'honneur, Croix de guerre 39-45 |
| octobre 1972                             | mars 2001                 | Louis Le Maux                   |           | Agriculteur retraité |
| mars 2001                                | mars 2014                 | Marie-Françoise de Saint-Pierre | DVD       | Exploitante forestière, maire honoraire |
| mars 2014                                | En cours (au 23 mai 2020) | Laurent Bertho                  | DVD       | Agriculteur |

### Jumelages
Sarria (province de Lugo) (Espagne) depuis 1998

## Population et société

### Démographie
L'évolution du nombre d'habitants est connue à travers les recensements de la population effectués dans la commune depuis 1793. Pour les communes de moins de 10 000 habitants, une enquête de recensement portant sur toute la population est réalisée tous les cinq ans, les populations de référence des années intermédiaires étant quant à elles estimées par interpolation ou extrapolation. Pour la commune, le premier recensement exhaustif entrant dans le cadre du nouveau dispositif a été réalisé en 2006.

En 2022, la commune comptait 315 habitants, en évolution de −10,26 % par rapport à 2016 (Côtes-d'Armor : +1,78 %, France hors Mayotte : +2,11 %).
| 1793 | 1800 | 1806 | 1821 | 1831 | 1836 | 1841 | 1846  | 1851  |
| ---- | ---- | ---- | ---- | ---- | ---- | ---- | ----- | ----- |
| 801  | 762  | 634  | 609  | 805  | 814  | 842  | 1 174 | 1 172 |

| 1856  | 1861  | 1866  | 1872  | 1876  | 1881 | 1886 | 1891  | 1896  |
| ----- | ----- | ----- | ----- | ----- | ---- | ---- | ----- | ----- |
| 1 056 | 1 052 | 1 070 | 1 009 | 1 040 | 998  | 974  | 1 015 | 1 054 |

| 1901  | 1906  | 1911  | 1921  | 1926 | 1931 | 1936 | 1946 | 1954 |
| ----- | ----- | ----- | ----- | ---- | ---- | ---- | ---- | ---- |
| 1 036 | 1 044 | 1 053 | 1 005 | 872  | 850  | 785  | 720  | 644  |

| 1962 | 1968 | 1975 | 1982 | 1990 | 1999 | 2006 | 2011 | 2016 |
| ---- | ---- | ---- | ---- | ---- | ---- | ---- | ---- | ---- |
| 595  | 543  | 449  | 415  | 324  | 302  | 315  | 328  | 351  |

| 2021 | 2022 | - | - | - | - | - | - | - |
| ---- | ---- | - | - | - | - | - | - | - |
| 328  | 315  | - | - | - | - | - | - | - |

Saint-Gilles-Vieux-Marché a perdu 75 % de sa population entre 1851 et 1999, passant de 1 172 à 301 habitants entre ces deux dates.

### Événements
- La commune de Saint-Gilles-Vieux-Marché est un « village fleuri, quatre fleurs ».

## Économie
- Exploitations agricoles.
- Commerces.

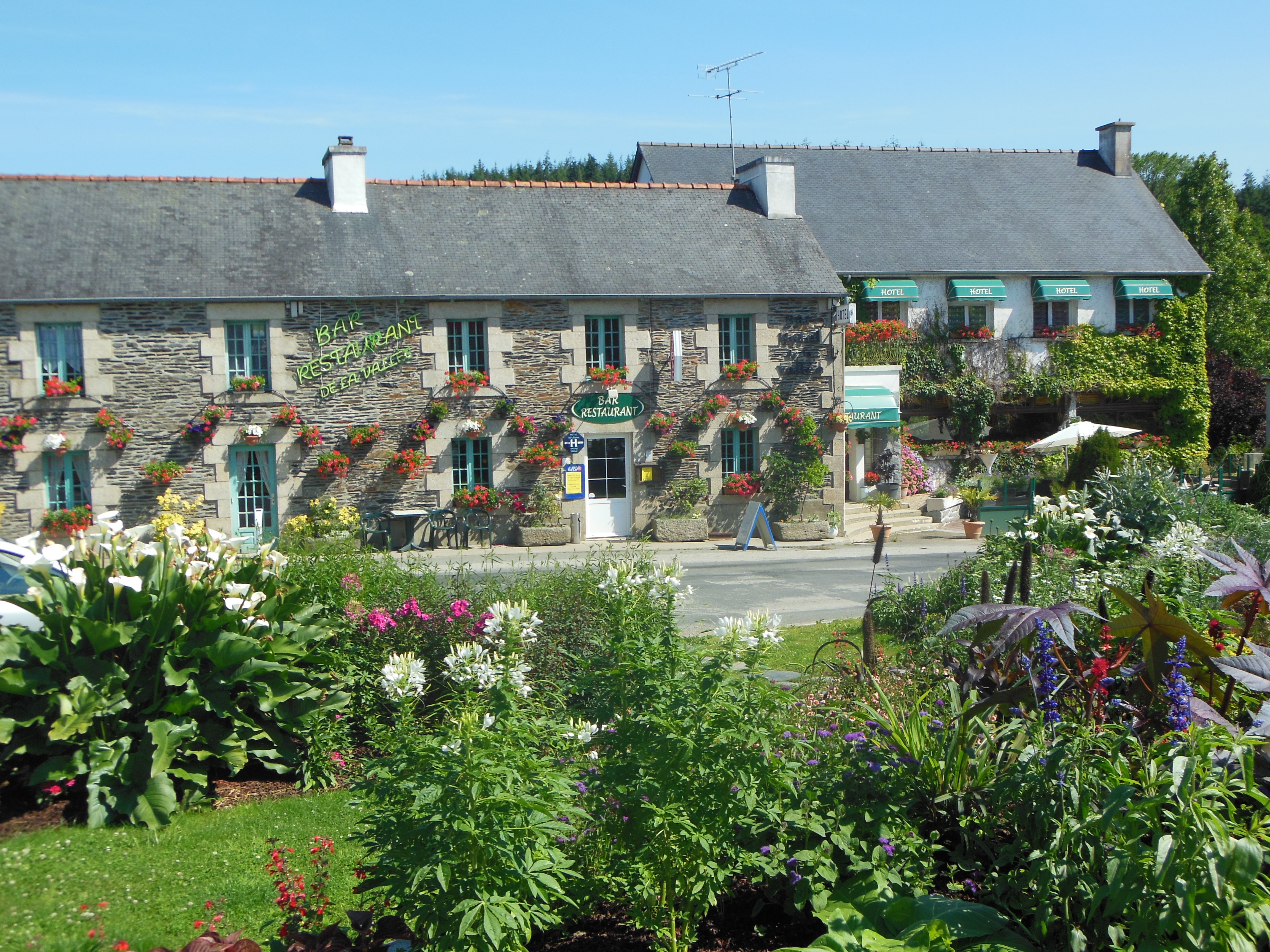
Le bar-restaurant de la Vallée 1.
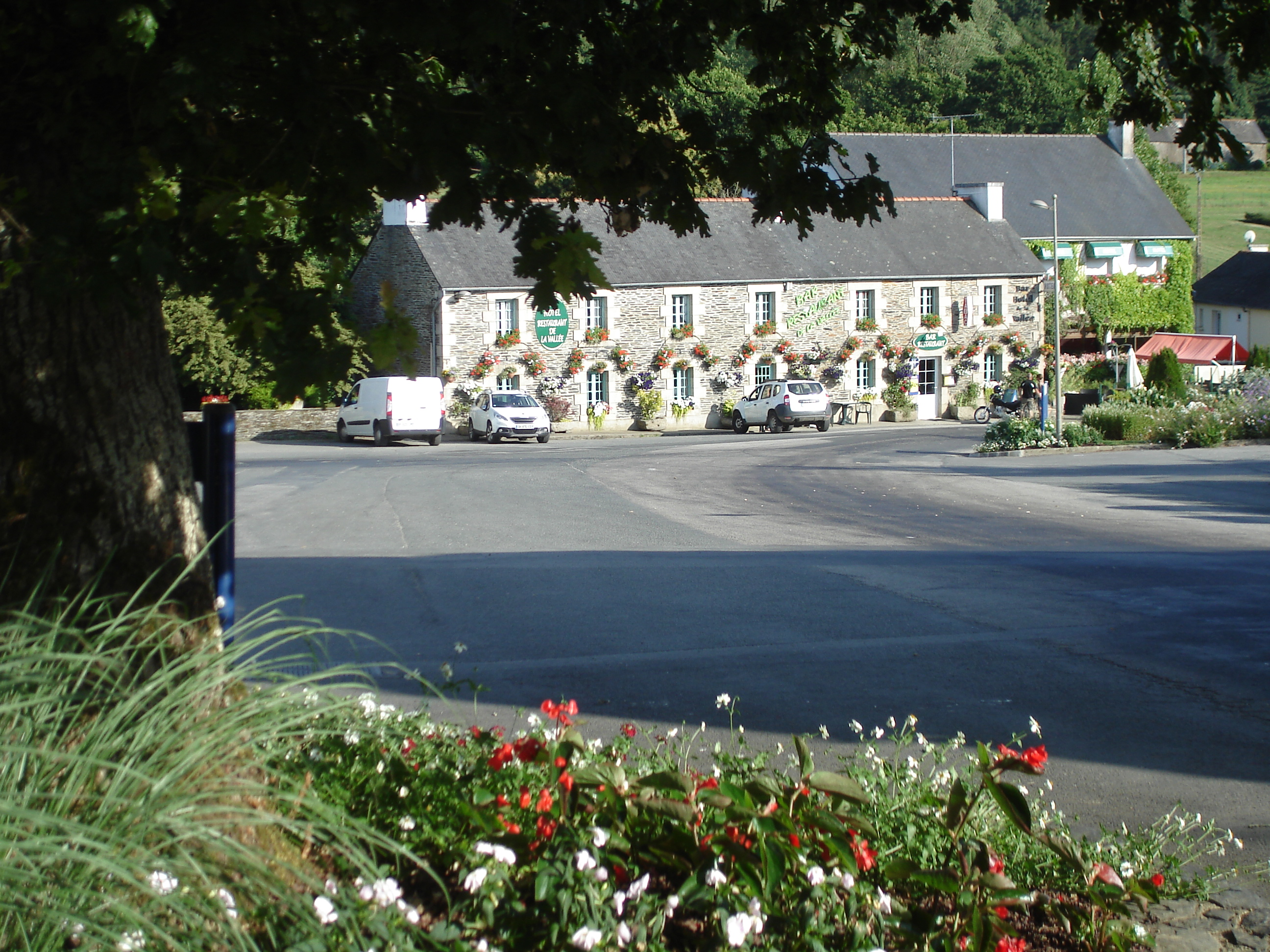
Le bar-restaurant de la Vallée 2.

## Culture locale et patrimoine

### Lieux et monuments
- L'église Saint-Gilles, XIXe siècle.

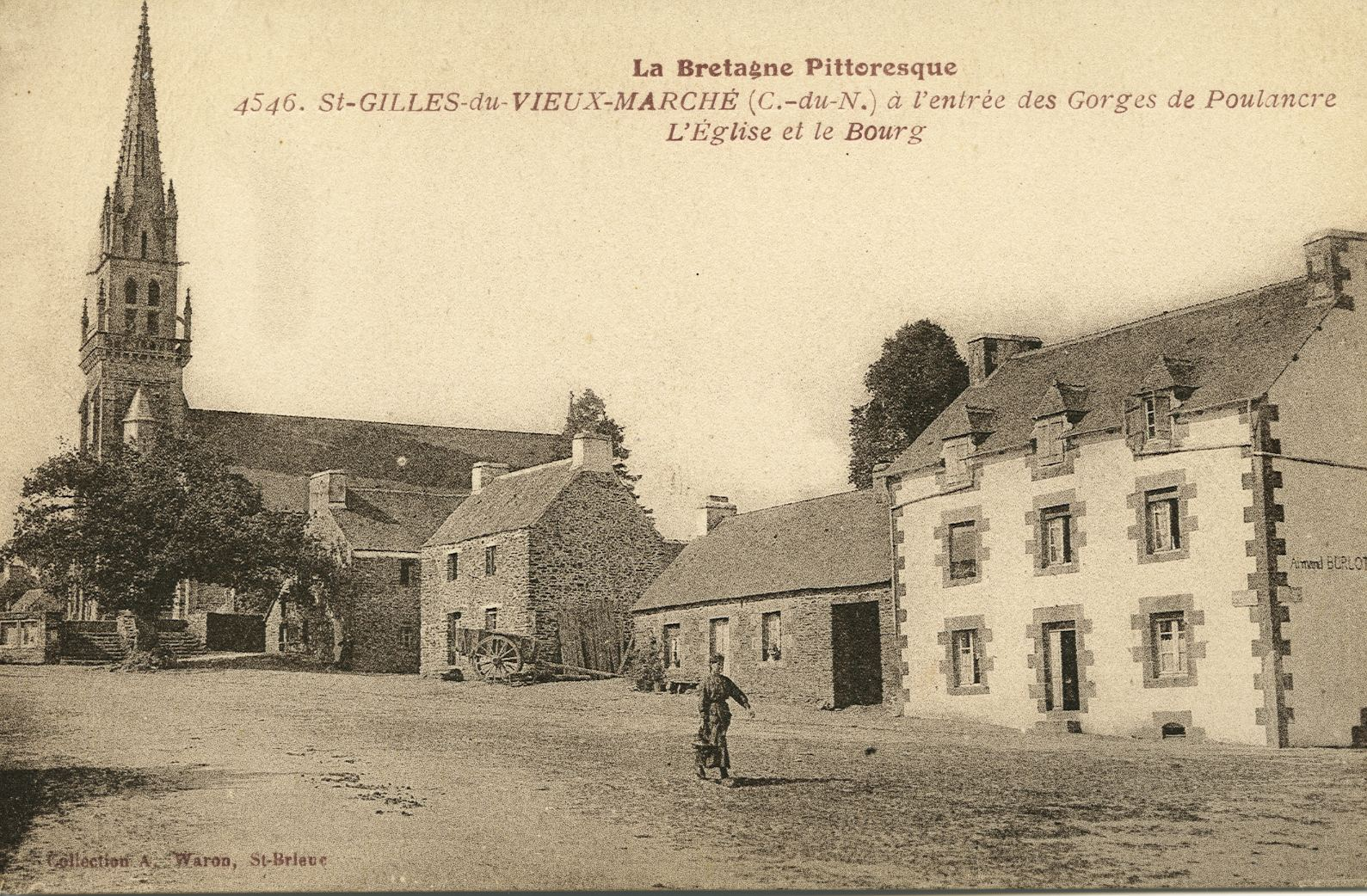
L'église Saint-Gilles et le bourg de Saint-Gilles-Vieux-Marché vers 1910.

- Le château du Quellenec, XVIIIe siècle.

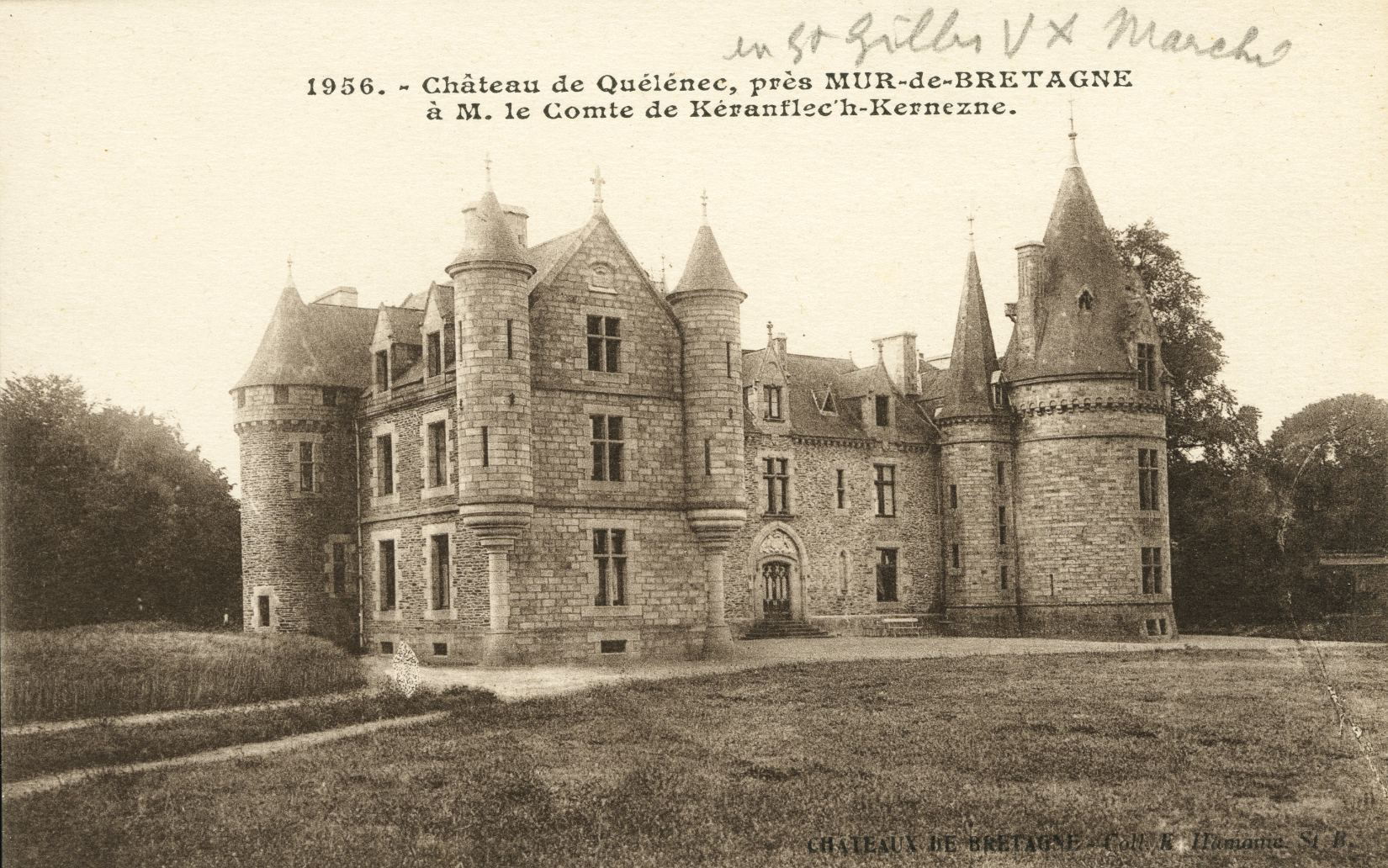
L'actuel château du Quélennec (datant du XVIIIe siècle mais ayant succédé à un château antérieur).
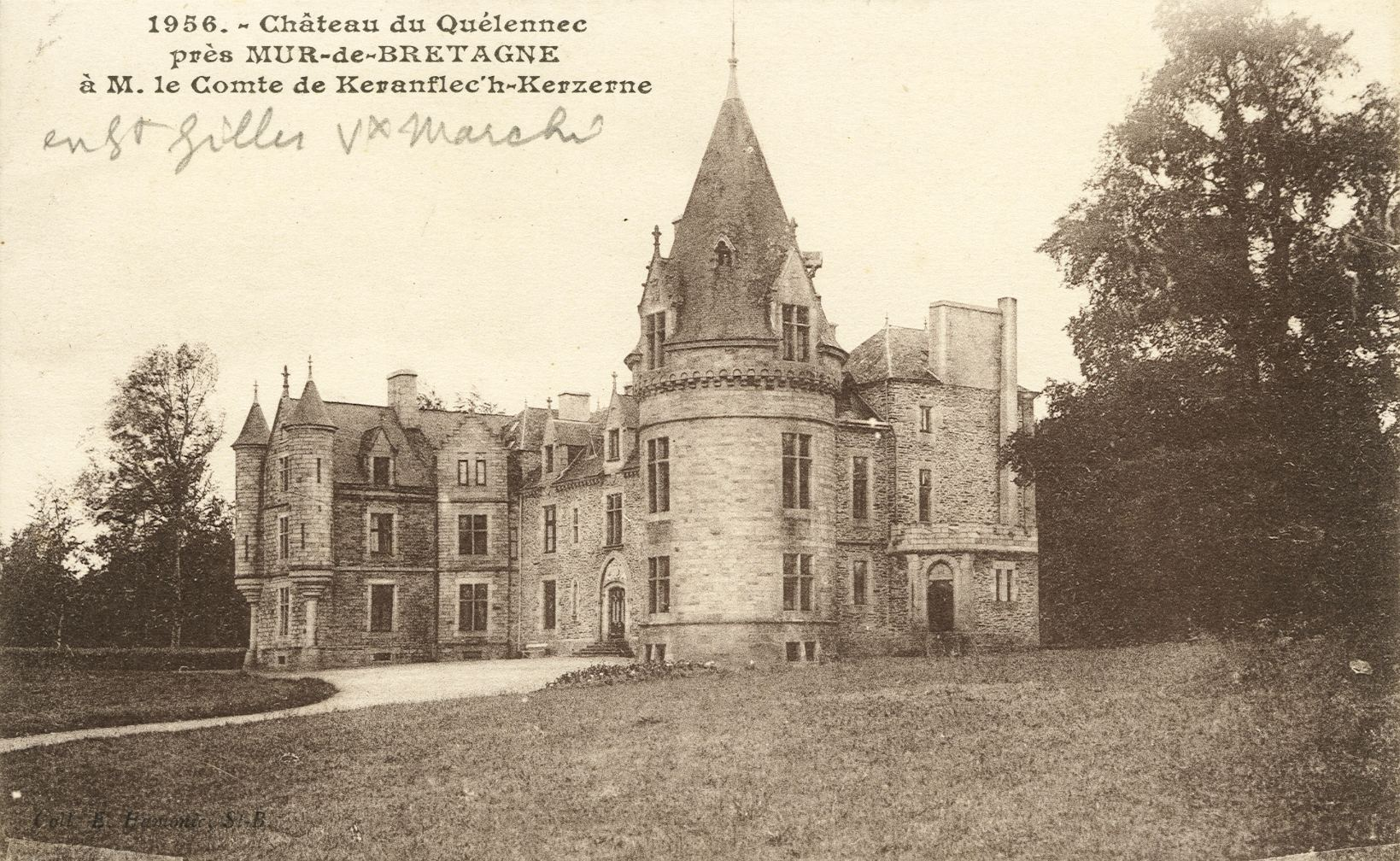
L'actuel château du Quélennec (datant du XVIIIe siècle)

- Le manoir de Poulancre, XVIIe siècle.
- La chapelle Saint-Yves, datant initialement de 1565 ou 1585, elle a été reconstruite au XVIIIe siècle (située au hameau de Coët-Dreno) ; son retable date du XVIIIe siècle ; la chapelle possède plusieurs statues de saint Yves.
- Menhir de Callac classé au titre des monuments historiques en 1974[39].

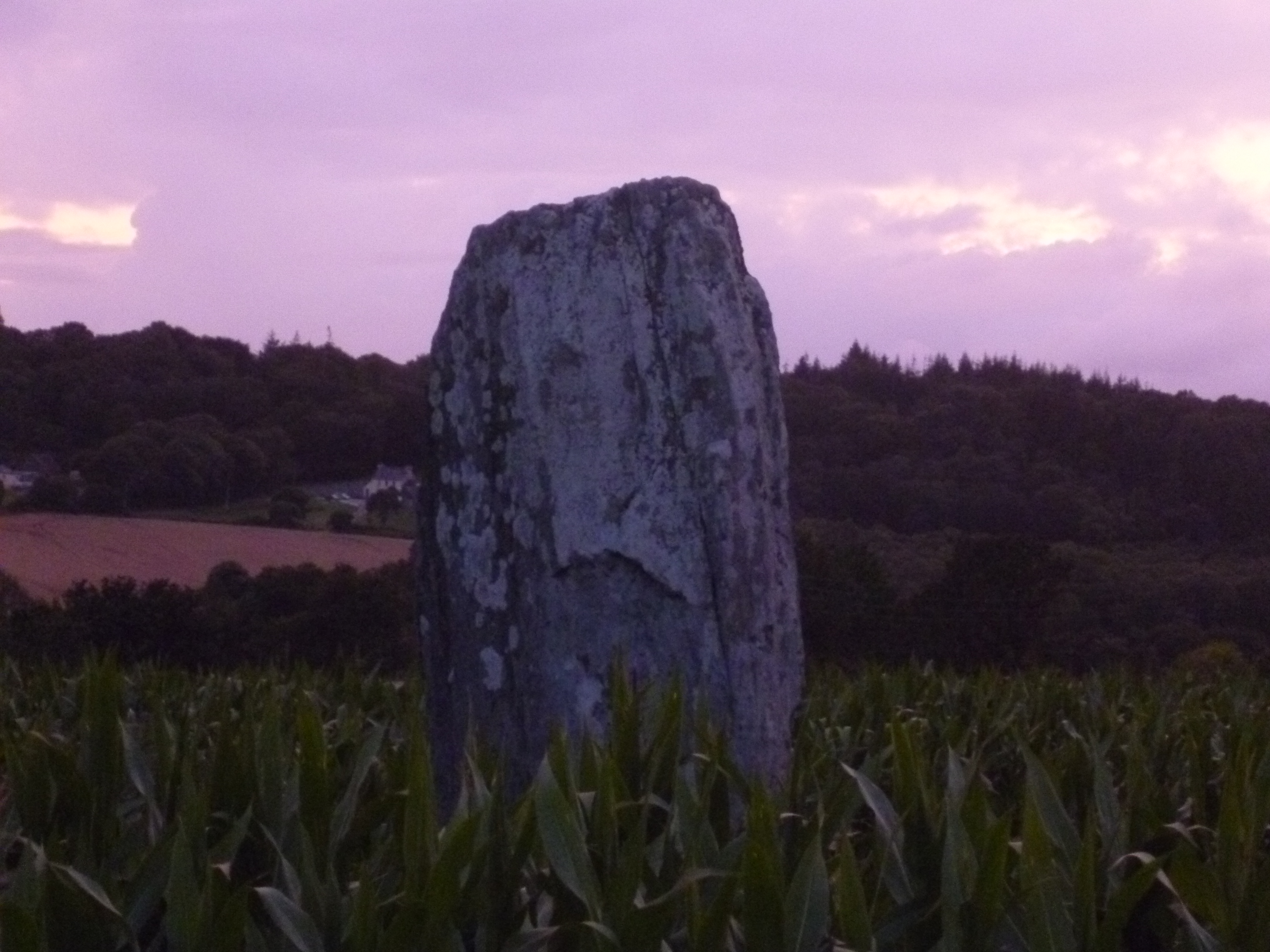
Le menhir de Callac (en Saint-Gilles-Vieux-Marché).

- Les anciens moulins à farine du Bois[40] et de Gourveau[41]

### Patrimoine naturel
- La vallée du Poulancre[42], classée site Natura 2000[43], avec sa gorge creusée dans des schistes durs du Dévonien[44], ses étangs (étang de Gourveaux au nord, étang de la Martyre à l'ouest, étang de Poulancre au sud, lieu de pêche fréquenté[45]) et son manoir éponyme[46] sont situés au sud du finage communal.

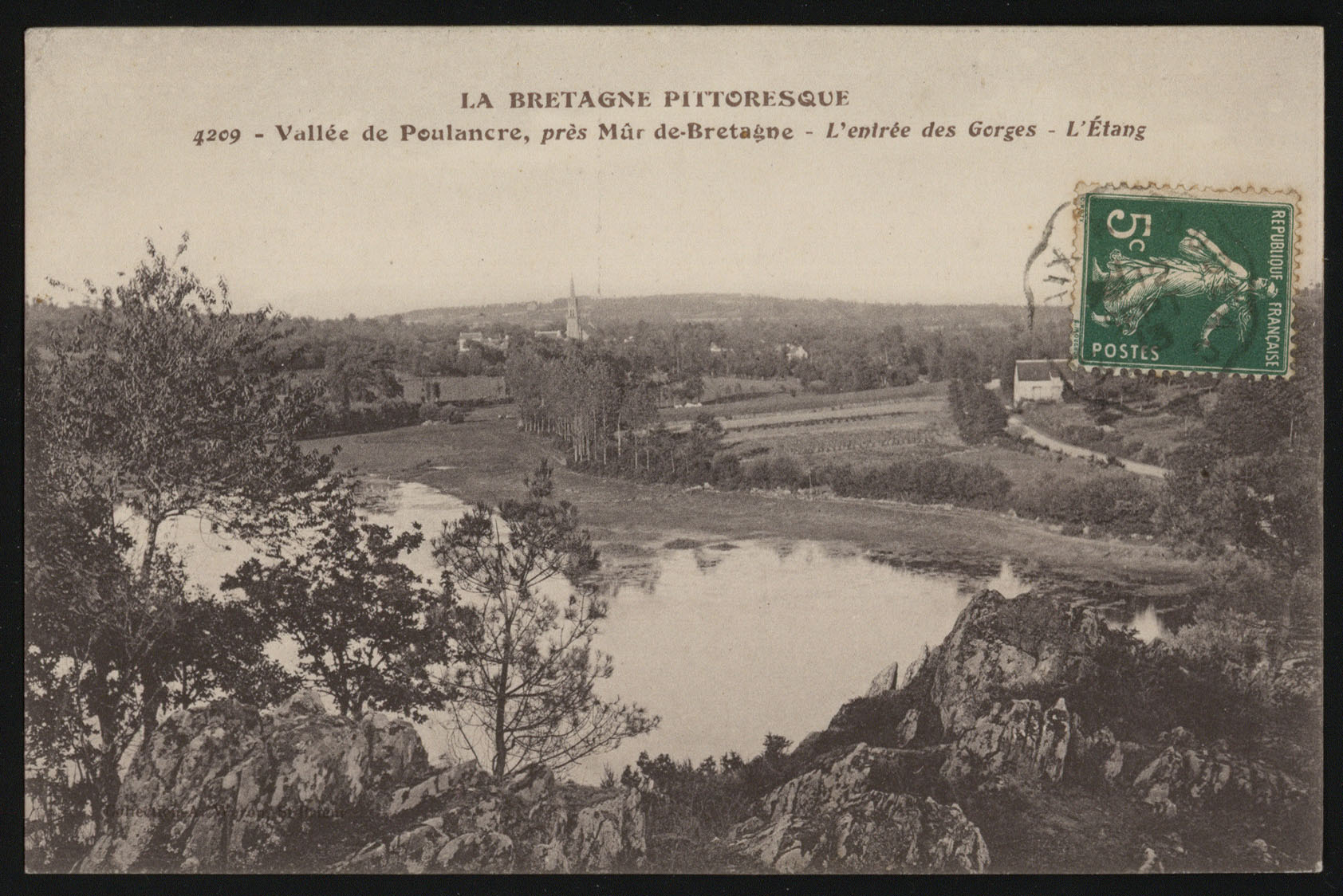
L'entrée des gorges et l'étang du Poulancre (carte postale, vers 1925).
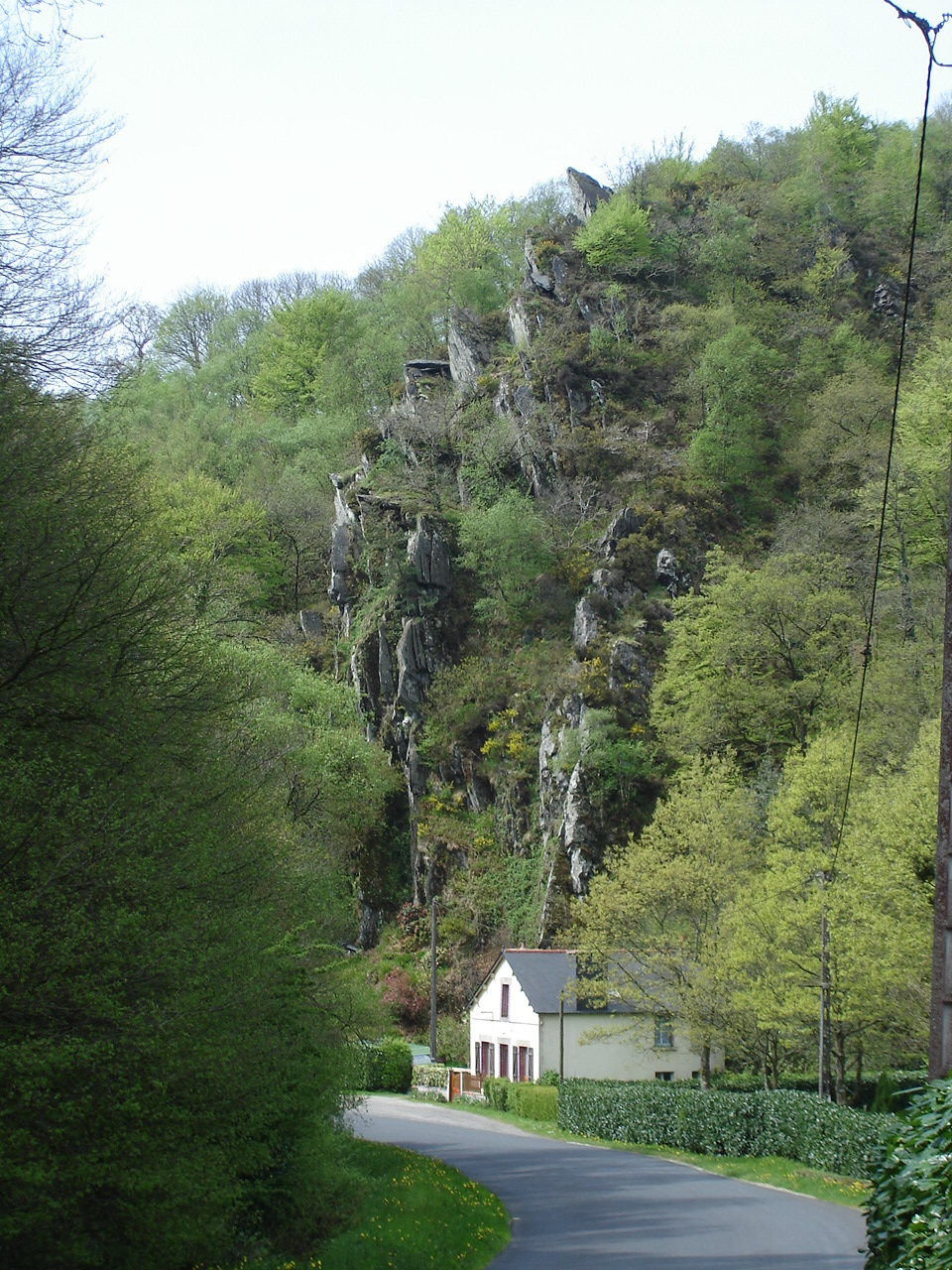
Les gorges du Poulancre.
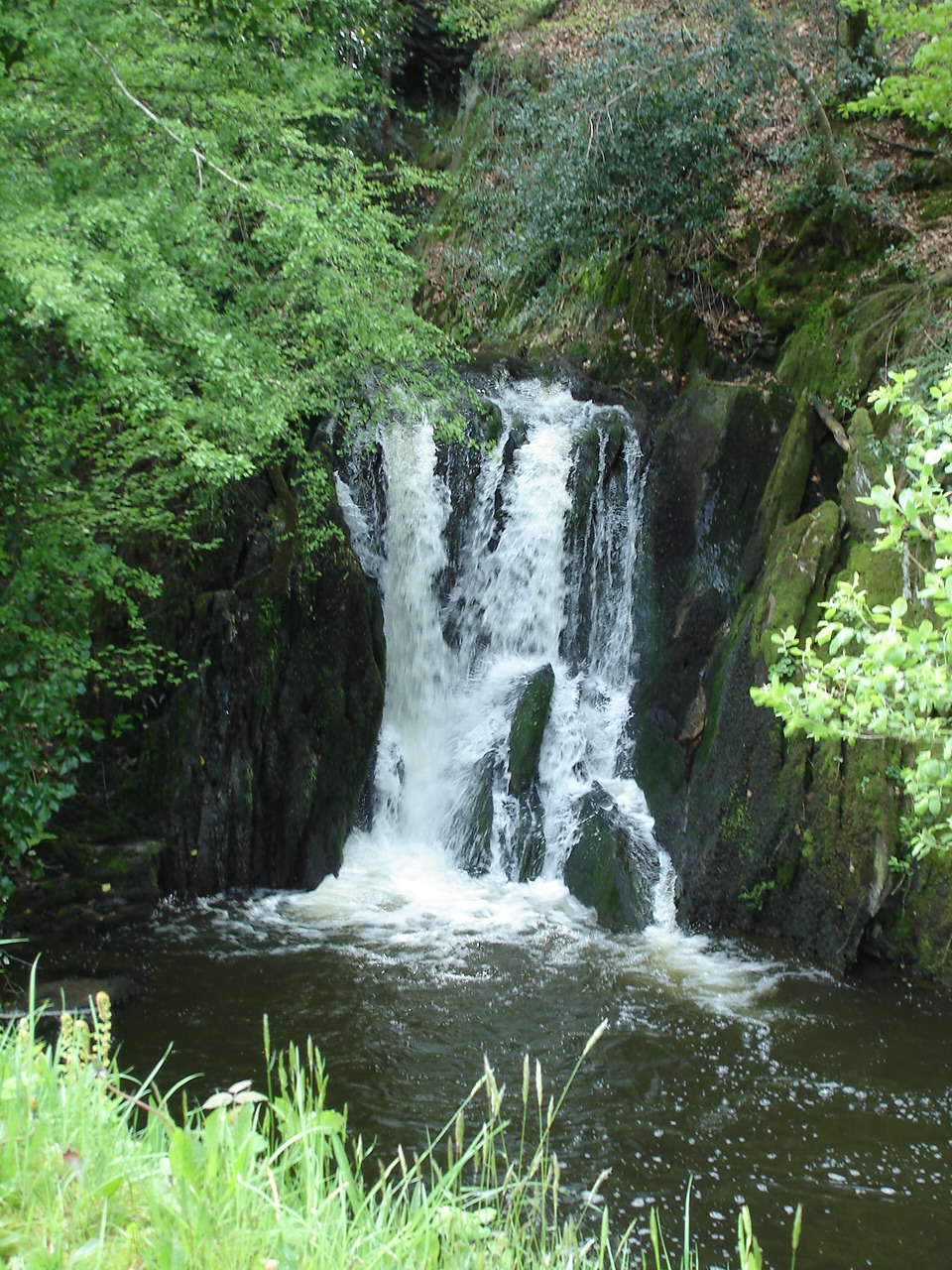
Chute d'eau dans la vallée du Poulancre.
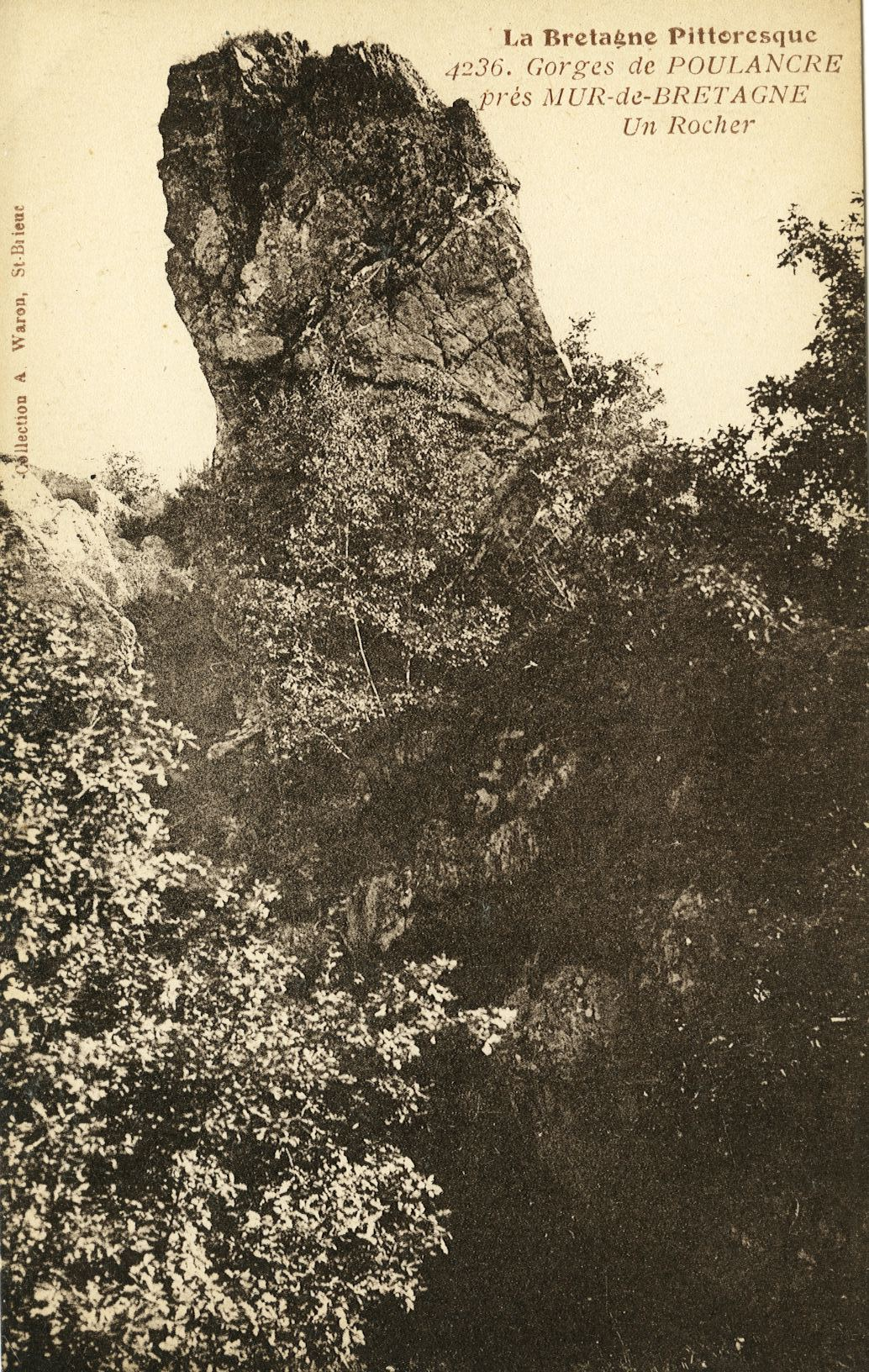
Un rocher dans les gorges du Poulancre (carte postale, vers 1920).

### Personnalités liées à la commune
- Famille du Quélennec.